# James Hopes
James Redfern Hopes (ur. 24 października 1978 w Townsville) – australijski krykiecista, all-rounder – praworęczny bowler (rzucający w stylu medium fast) i batsman.  Grał w barwach Australii w meczach jednodniowych i Twenty20.  W lidze australijskiej gra w drużynie stanowej Queensland.